# Steppenwolf Live
Steppenwolf Live è un album dal vivo del gruppo musicale Steppenwolf, pubblicato nel 1970.

## Tracce
Side 1
1. Sookie, Sookie – 3:09
2. Don't Step on the Grass, Sam – 6:01
3. Tighten Up Your Wig – 4:23

Side 2
1. Monster – 9:56
2. Draft Resister – 3:46
3. Power Play – 5:41

Side 3
1. Corina, Corina – 4:09 (Studio recording)
2. Twisted – 5:02 (Studio recording)
3. From Here to There Eventually – 6:40

Side 4
1. Hey Lawdy Mama – 2:59 (Studio recording)
2. Magic Carpet Ride – 4:06
3. The Pusher – 6:02
4. Born to Be Wild – 5:43

## Formazione
- John Kay – voce, chitarra
- Larry Byrom – chitarra
- Nick St. Nicholas – basso, cori
- Goldy McJohn – organo Hammond, piano, cori
- Jerry Edmonton – batteria